# إيرنيستو باولو
إيرنيستو باولو (بالبرتغالية: Ernesto Paulo‏) هو مدرب كرة قدم ولاعب كرة قدم برازيلي، ولد في 2 فبراير 1954 في ريو دي جانيرو في البرازيل.